# Junge SVP
Die Junge SVP Schweiz (französisch Jeunes UDC Suisse, italienisch Giovani UDC Svizzera) ist die Jungpartei der Schweizerischen Volkspartei (SVP) und wurde 1968 als «Junge Mitte» gegründet. Sie ist in Kantonal- und Gemeindesektionen gegliedert.

## Geschichte
Da die Mitglieder der Jungen SVP früher grösstenteils aus ländlichen Gebieten stammten, nahm die Agrarpolitik einen breiten Raum ein. Sie setzte sich für die Erhaltung der Klein- und Mittelbetriebe ein und verlangte einen Baustopp für Einkaufszentren. Im Programm von 1984 verlangte die Junge SVP, dass der Staat den Schrumpfungsprozess der Bauernbetriebe aufhalte und den Paritätslohn verwirkliche, wie es auch der Bauernverband forderte.
Viele führende Mitglieder der Jungen SVP waren und sind politisch stark engagiert, weil sie sowohl in der Jungen SVP als auch in den Kantonalparteien wirkten. Rund 90 % der Mitglieder treten später in die SVP über.

## Politisches
Die Junge SVP tritt oft pointierter und bestimmter auf als die Mutterpartei und agiert selbständig. So brachte sie z. B. 2008 mit den Schweizer Demokraten das vom Volk abgelehnte Referendum gegen die Weiterführung der Personenfreizügigkeit und deren Ausdehnung auf Rumänien und Bulgarien zustande.
Zu den wichtigsten Grundsätzen im Parteiprogramm der Jungen SVP zählen die öffentliche Sicherheit, die Stärkung der Landwirtschaft und der Klein- und Mittelständischen Unternehmen, der Kampf gegen hohe Steuern und Abgaben sowie den EU-Beitritt, eine klare und restriktive Ausländer- und Asylpolitik sowie der Erhalt der Schweizerischen Milizarmee.
Anfang April 2024 distanzierten sich mehrere Sektionsvorstände öffentlich von der erst Anfang März in diese Position gekommenen Strategiechefin Sarah Regez, nachdem bekannt geworden war, dass sie an Veranstaltungen von Rechtsextremen teilgenommen hatte. Schon zwei Wochen vor dem öffentlichen Aufruf war über die Nähe zur rechtsextremen «Jungen Tat» debattiert worden.

## Struktur
Die Organe der Partei sind Delegiertenversammlung, Parteileitung und Zentralvorstand.
- Die Delegiertenversammlung wählt den Präsidenten und die Parteileitung. Sie findet ordentlich viermal im Jahr statt. Zudem fasst sie die Parolen von nationalen Abstimmungen.[3]
- Die Parteileitung besteht aus dem Präsidenten (Stand 2024: Nils Fiechter) und acht weiteren Mitglieder.[4]
- Der Parteivorstand besteht aus der Parteileitung, einem Vertreter der Kantonalsektionen, einem Vertreter der Zeitung Die Idee und allen JSVP Bundesparlamentariern.[5]

Die nationale Partei gliedert sich in Kantonale Sektionen, diese wiederum in kleinere Bezirkssektion. Die bekanntesten Kantonalsektionen sind die Junge SVP Kanton Zürich, diese stellte den ehemaligen Präsidenten Benjamin Fischer und die Junge SVP Kanton Bern, aus dieser stammen ebenfalls bekannte Politiker wie Erich Hess.

## Parteinahe Organisationen
Neben den Jungen SVP existiert eine von der Partei formell unabhängige Organisation Young4FUN.ch, vergleichbar mit der Aktion für eine unabhängige und neutrale Schweiz (AUNS). Young4FUN.ch konzentriert sich auf gewisse Teile des Parteiprogramms, um diese in der Öffentlichkeit besonders pointiert zu vertreten. Der Verein ist rechtskonservativer Ausrichtung, engagiert sich im Kampf gegen die Öffnung des Landes nach Aussen und ist insbesondere dem Verhindern eines EU-Beitritts verpflichtet. Die Schlüsselpositionen liegen ausschliesslich in den Händen von JSVP-Mitgliedern.

## Bekannte ehemalige Mitglieder
Nationalräte (Stand: 2019):
- Hans Egloff
- Erich Hess
- Lukas Reimann
- Andrea Geissbühler
- Marcel Dettling[6]
- David Zuberbühler
- Mauro Tuena
- Mike Egger

Ehemalige Bundesparlamentarier (Stand: 2019):
- Natalie Rickli, alt. Nationalrätin, Regierungsrätin Kanton Zürich